# Adelshofen (Eppingen)
Adelshofen ist ein Dorf im Landkreis Heilbronn in Baden-Württemberg, das seit dem 1. Juli 1971 zu Eppingen gehört.

## Geographie
Adelshofen liegt am Nesselbach, einem Zufluss des Hilsbaches, inmitten der Hügellandschaft des Kraichgaus. Das Dorf liegt auf einer Höhe von 216 m ü. NN.

## Geschichte
Adelshofen wurde als Otolshoven im Jahr 1287 erstmals urkundlich erwähnt, als von einer Schenkung des Hofs des Otolf an das Kloster Herrenalb berichtet wird. Der Ort befand sich im 14. Jahrhundert als markgräflich badisches Lehen im Besitz der Göler von Ravensburg. Am Ort befand sich eine Niederungsburg, über deren Ursprung nichts weiter bekannt ist und die 1420 erstmals erwähnt wird. Ravan VI., letzter Göler von Ravensburg in Adelshofen, verkaufte 1429 halb Burg und Ort Adelshofen für 1900 Gulden an Reinhard von Sickingen und dieser den Besitz 1434 an die Herren von Neipperg, die von Markgraf Jakob von Baden auch die andere Hälfte von Burg und Ort erwarben. Ab dem 16. Jahrhundert gehörte Adelshofen der Linie Adelshofen der Herren von Neipperg, bis diese Linie 1708 erlosch und der Besitz an die Hauptlinie Schwaigern zurückfiel. Die Burg in Adelshofen wurde mehrfach umgebaut, zerstört und wiederaufgebaut, zuletzt 1716 als Wasserschloss Adelshofen, doch die Anlage spielte keine Rolle als Herrensitz mehr. Schon 1860 stand nur noch ein einzelner Turm, der in den 1920er Jahren vollends abgerissen wurde. Heute erinnern lediglich noch Flurnamen und die Wappenzeichnung des Ortswappens an das ehemalige Schloss.

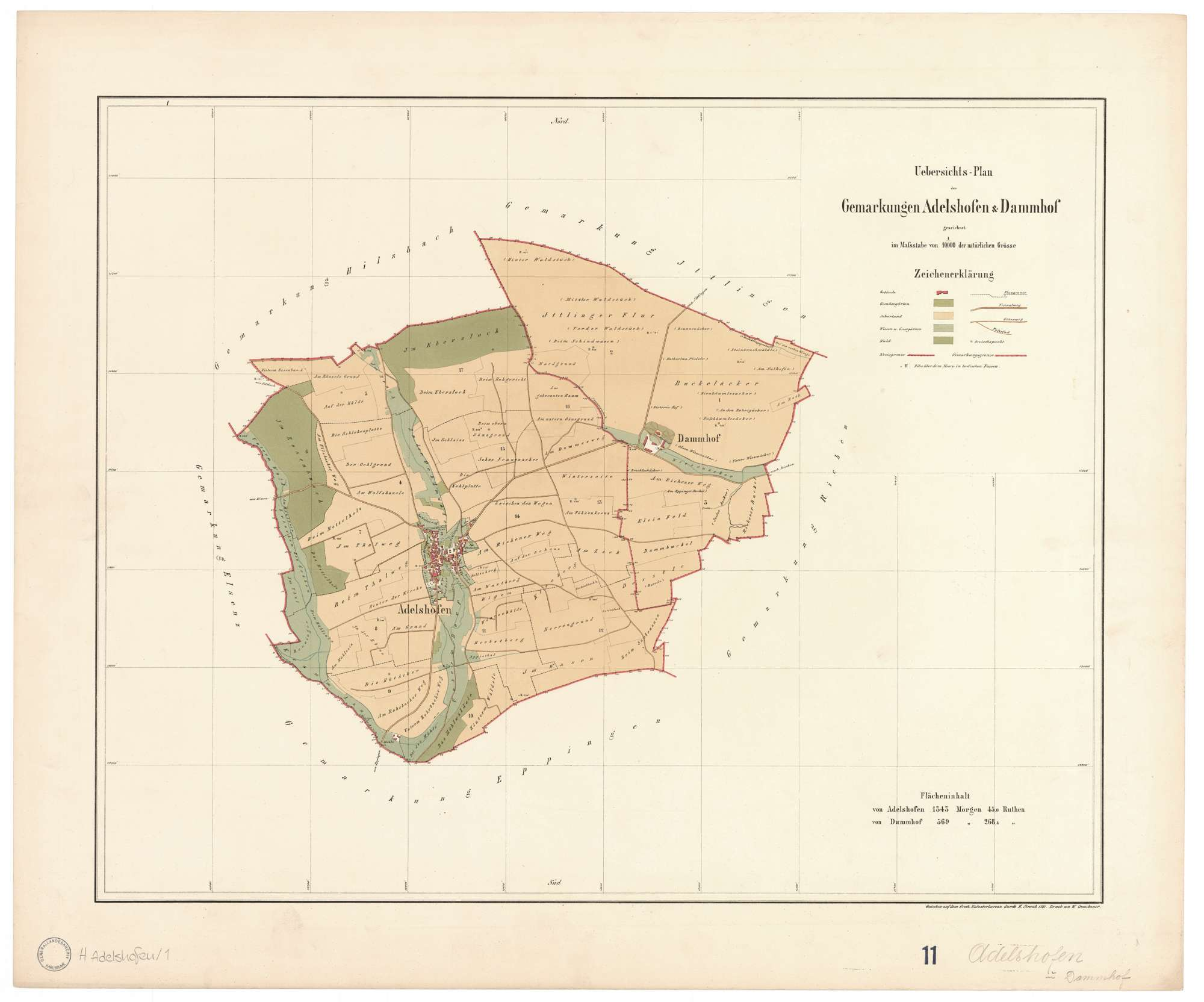
Karte der Gemarkungen von Adelshofen und Dammhof aus dem Jahr 1861

Ab 1806 war Adelshofen selbständige Gemeinde innerhalb des Großherzogtums Baden. 1924 wurde die bis dahin selbständige Gemeinde Dammhof, einst im Besitz der Herren von Gemmingen, eingemeindet. In den 1920er Jahren gründete sich ein Radfahrerverein und wurde ein erstes Turnplätzchen errichtet. Die Anlage eines richtigen Sportplatzes erfolgte erst nach dem Zweiten Weltkrieg. 1939 wurden 662 Einwohner gezählt, Ende 1945 waren es 723. 1949 wurde der Sportverein Adelshofen gegründet, 1969 als SV Adelshofen e. V. ins Vereinsregister eingetragen. Ab 1955 entstand aus der evangelischen Gemeinde heraus die „Kommunität Adelshofen“, die heute das Lebenszentrum Adelshofen betreibt. Im Rahmen der baden-württembergischen Gebietsreform wurde Adelshofen am 1. Juli 1971 in die Stadt Eppingen eingemeindet. Der Ort hat gegenwärtig etwa 1470 Einwohner.

## Sehenswürdigkeiten

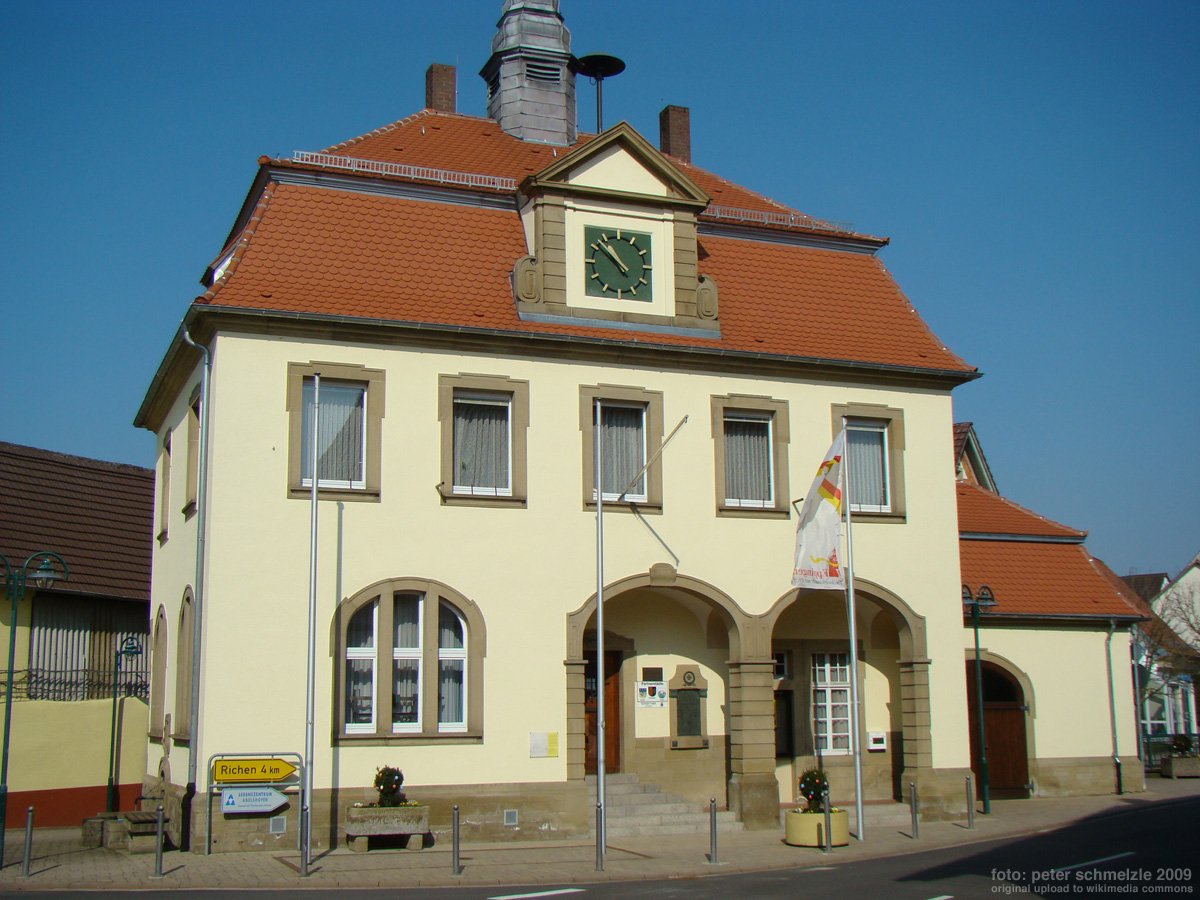
Altes Rathaus

- Evangelische Pfarrkirche St. Nazarius, erbaut 1830 bis 1835 auf außergewöhnlich halbrundem Grundriss, mit Epitaphen von Anna Maria von Neipperg († 1571) und Ludwig von Neipperg († 1570) an der dem Ort zugewandten Giebelseite. St. Nazarius ist das Werk des badischen Baurats Karl August Schwarz, der unter anderem auch das Rathaus in Eppingen errichtete. St. Nazarius zählt zu den ausgefallensten Kirchen des badischen Weinbrenner-Klassizismus (Weinbrenner-Stil) wie des deutschen Klassizismus überhaupt.
- Mit der Kirche St. Bonifatius besteht noch eine zweite Kirche am Ort.
- Der Elsenzer Bruchgraben ist ein Feuchtwiesengebiet mit zahlreichen seltenen und bedrohten Vogelarten.
- Das alte Rathaus wurde 1904/05 im Jugendstil mit zweibogiger Laube nach Plänen von Regierungsbaumeister Graf aus Mannheim erbaut. Am Gebäude befinden sich ein Rathausbrunnen sowie eine Gedenktafel für die Kriegsteilnehmer 1870/71.

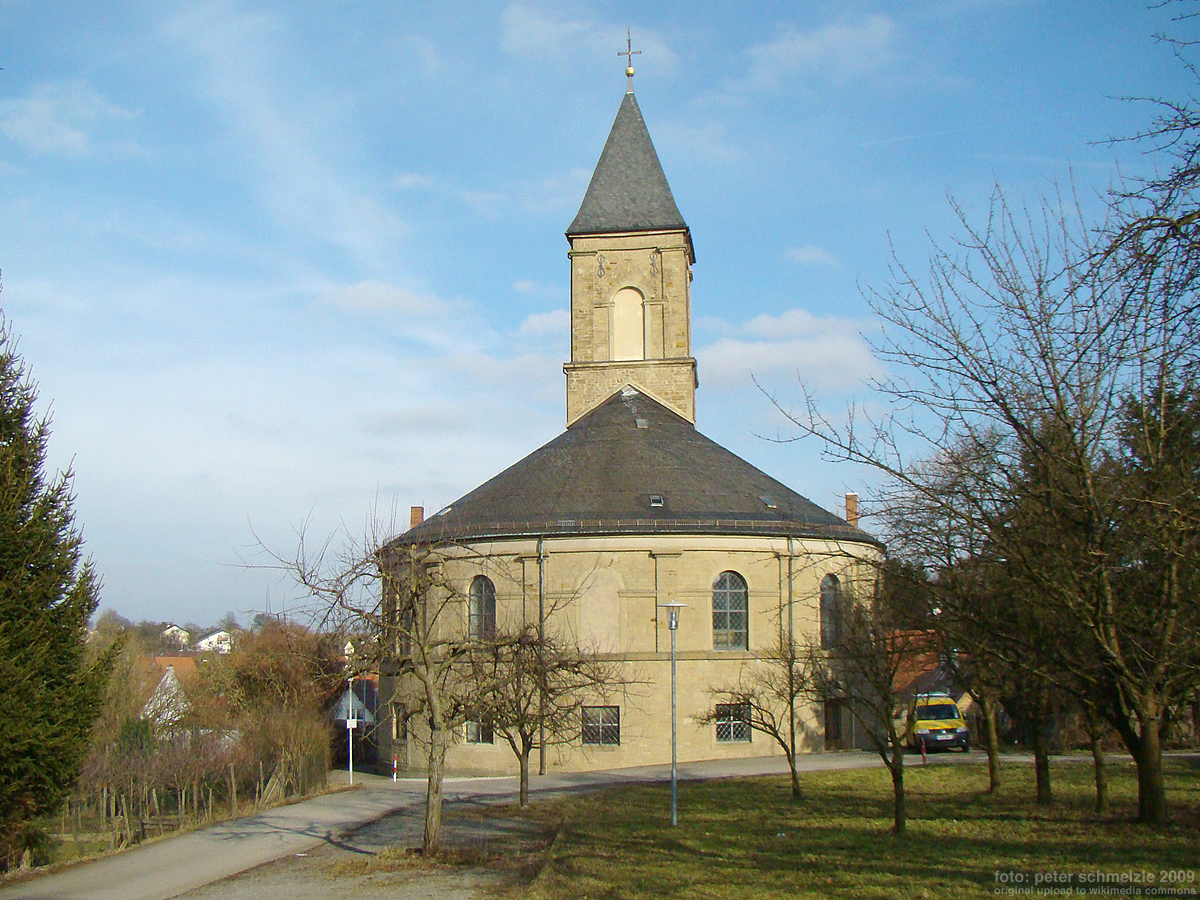
Pfarrkirche St. Nazarius
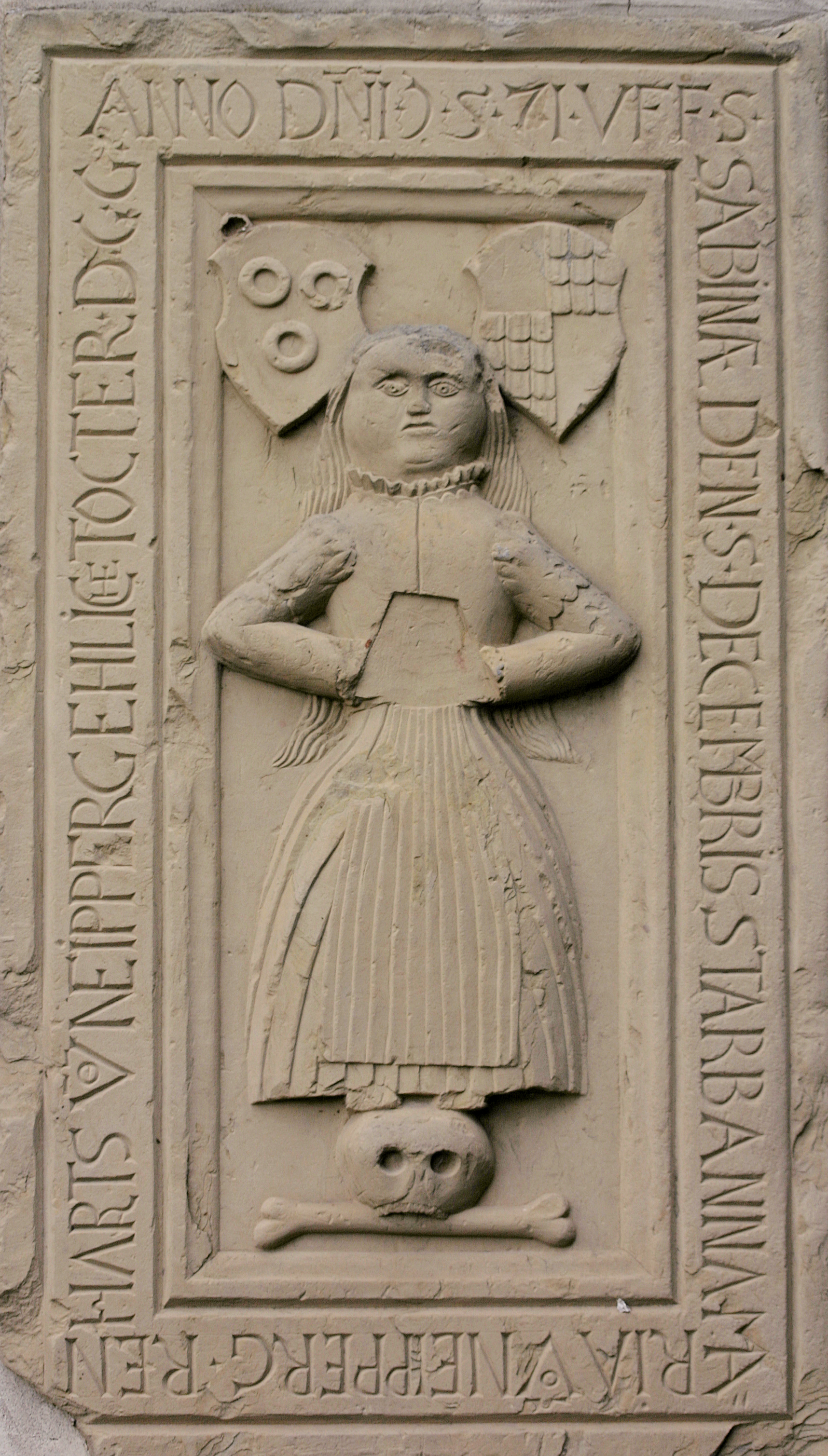
Grabplatte der Anna Maria v. Neipperg
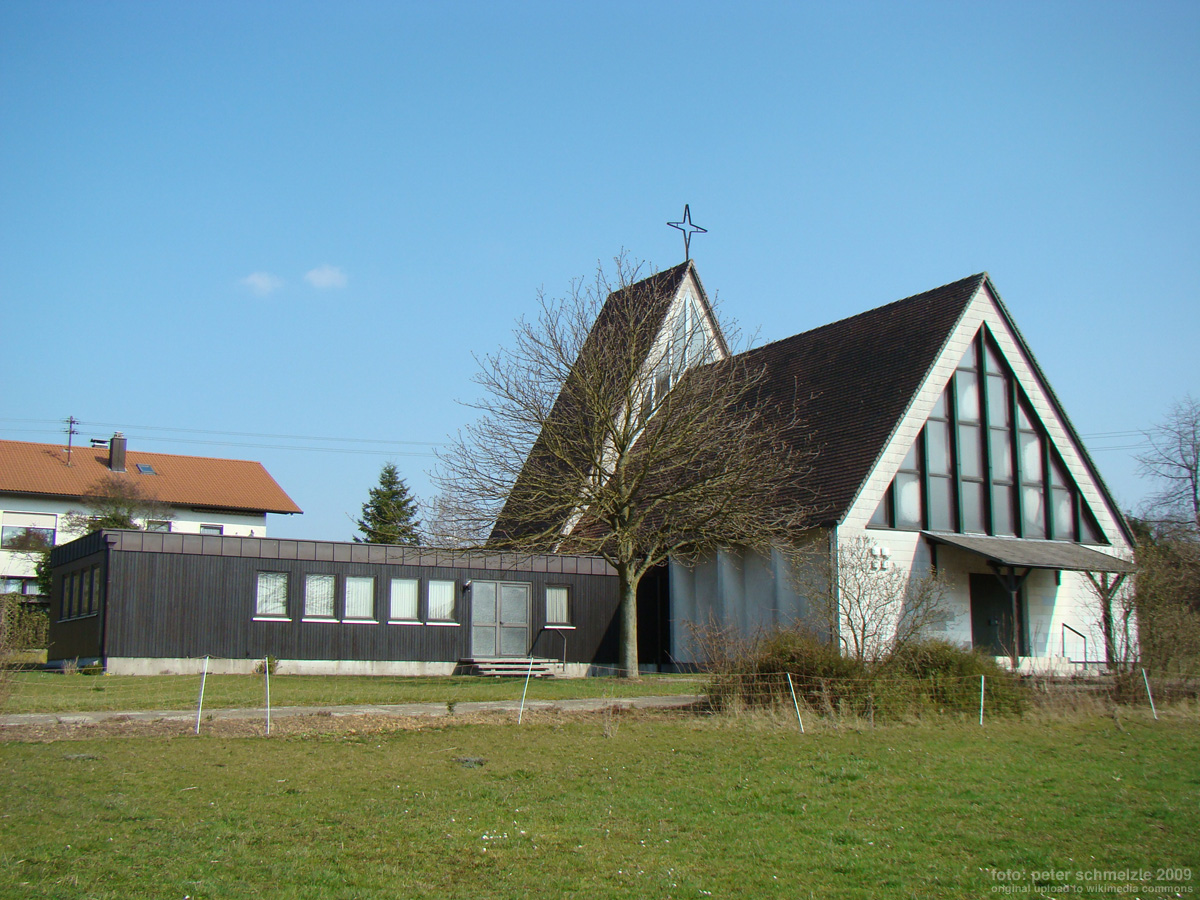
St. Bonifatius

## Wappen
Beschreibung: Das Wappen der ehemaligen Gemeinde Adelshofen zeigt eine rote Burg auf silbernem Schild.

## Söhne und Töchter der Gemeinde
- Wilhelm Sauer (1865–1929), Bildhauer
- Jürgen Kögel (* 1958), Politiker (AfD)